# Olga Juliana Elizondo Guerra
Olga Juliana Elizonto Guerra (Monterrey, Nuevo León; 21 de mayo de 1965) es una política mexicana, que actualmente ocupa el cargo de diputada federal inicialmente electa por el antiguo Partido Encuentro Social; con anterioridad fue presidenta municipal del municipio de Guerrero, Tamaulipas.

## Biografía
Olga Juliana Elizondo Guerra es licenciada en Administración de empresas egreada de la Universidad Regiomontana. Durante gran parte de su vida se dedicó a la administración de un rancho ganadero de su propiedad.
Inicialmente miembro del Partido Revolucionario Institucional, como militante de ese partido inició su actividad política como directora del DIF de Guerrero de 1993 a 1995, directora de la Casa de Cultura de la misma población de 1997 a 1998, presidenta del comité municipal del PRI de 1999 a 2001, oficial del Registro Civil de 2002 a 2005 y delegada de la Secretaría de Desarrollo Social de 2005 a 2007.
En 2007 fue elegida presidenta municipal de Guerrero, Tamaulipas asumiendo el 1 de enero de 2008 para un periodo de tres años que concluyó el 31 de diciembre de 2010. Volvió a ser delegada de SEDESOL en Guerrero de 2014 a 2016.
Renunció a su militancia en el PRI y se integró al Partido Encuentro Social que la postuló candidata a diputada federal por el Distrito 2 de Tamaulipas como parte de la coalición Juntos Haremos Historia. Fue elegida a la LXIV Legislatura del Congreso de la Unión de México, en donde es integrante de las comisiones de Atención a Grupos Vulnerables, de Ganadería y de Relaciones Exteriores.
En adición fue vicecoordinadora de la bancada del Partido Encuentro Social, y tras la licencia del coordinador Fernando Manzanilla Prieto, el 1 de febrero de 2019 fue elegida coordinadora de dicho grupo parlamentario.
El 27 de julio del mismo año, dejó la coordinación de la bancada del partido, en la que fue sustituida por el diputado Jorge Argüelles Victorero. El 3 de septiembre dejó la bancada de Encuentro Social y se integró en la del Partido del Trabajo.